# Chiesa di Santo Stefano a Lucolena
La chiesa di Santo Stefano a Lucolena si trova nella frazione di Lucolena presso Greve in Chianti in provincia di Firenze, diocesi di Fiesole.

## Storia
Posta all'interno dell'antico borgo fortificato di Lucolena, e risale all'XI secolo.Ha subito molteplici rimaneggiamenti nel corso dei secoli, interventi documentabili si hanno nel 1446, nel 1599, nel 1691 e nel 1840 quando viene realizzato il campanile a pianta quadrata che sostituisce l'antico campanile a vela.

## Descrizione
Attualmente è caratterizzata da un portico in facciata realizzato nel 1848 e restaurato nel 1954. La scalinata posta di fronte alla facciata è del 1955.
L'interno ad una navata custodisce due affreschi di scuola fiorentina del Cinquecento con San Giuseppe e San Benedetto, e una tela del Seicento con Crocifissione e Santi, riferibile al pittore fiorentino Cosimo Gamberucci.